# 1987 SD13
1987 SD13 är en asteroid i huvudbältet som upptäcktes den 24 september 1987 av den belgiske astronomen Henri Debehogne vid La Silla-observatoriet.
Den har en diameter på ungefär 7 kilometer.